# E.ON UK
E.ON UK est une entreprise britannique du secteur énergétique, filiale de E.ON, qui est l’un des acteurs majeurs des secteurs électriques et gaziers en Europe. Elle a été cotée au London Stock Exchange sous le nom Powergen, faisant partie du FTSE 100 Index jusqu’à son rachat par l’entreprise allemande E.ON AG le 1er juillet 2002.
C’est une société verticalement intégrée avec des activités de production et de distribution d’électricité dans la région des Midlands, ainsi que sur les marchés de gros de l’électricité et de gaz. Son siège social est situé à Coventry.

## Production
E.ON exploite un certain nombre de centrales et de parcs de production d’électricité (les chiffres d’émissions de CO2 figures ont été fournis par e-mail par E.ON) :
| Nom                                                | Production électrique (MW) | Production de chaleur (MW) | Type             | Émissions de CO2 (tonnes par an) | Remarques                                                                               |
| -------------------------------------------------- | -------------------------- | -------------------------- | ---------------- | -------------------------------- | --------------------------------------------------------------------------------------- |
| Centrale de Ratcliffe-on-Soar                      | 2 000                      |                            | charbon          | 8 000 000 – 10 000 000           |                                                                                         |
| Centrale de Kingsnorth                             | 1 940                      |                            | charbon          | 6 400 000                        | Fermeture prévue en 2015                                                                |
| Centrale d'Ironbridge                              | 1 000                      |                            | charbon          | 1 800 000                        | Fermeture prévue en 2015                                                                |
| Centrale de Connah's Quay                          | 1 420                      |                            | gaz              | 3 300 000                        |                                                                                         |
| Centrale de Killingholme                           | 900                        |                            | gaz              | 2 100 000                        |                                                                                         |
| Centrale d'Enfield                                 | 408                        |                            | gaz              | 1 000 000                        |                                                                                         |
| Cottam Development Centre                          | 400                        |                            | gaz              | 912 000                          |                                                                                         |
| Taylor's Lane                                      | 132                        |                            | gaz              | 3 600                            |                                                                                         |
| Centrale de Grain                                  | 1 380                      |                            | fioul            | 429 000                          | Fermeture prévue en 2015 (Remplacement par une centrale à cogénération en construction) |
| Askam, Combriz                                     | 4,62                       |                            | éolien terrestre |                                  |                                                                                         |
| Bessy Bell, Comté de Tyrone                        | 5                          |                            | éolien terrestre |                                  |                                                                                         |
| Blood Hill, Norfolk                                | 2,25                       |                            | éolien terrestre |                                  |                                                                                         |
| Bowbeat, Scottish Borders                          | 31,2                       |                            | éolien terrestre |                                  |                                                                                         |
| Deucheran Hill, Kintyre                            | 15,75                      |                            | éolien terrestre |                                  |                                                                                         |
| Great Eppleton, Tyne and Wear                      | 3                          |                            | éolien terrestre |                                  |                                                                                         |
| Holmside, Harehill and High Volts, Comté de Durham | 18                         |                            | éolien terrestre |                                  |                                                                                         |
| Lowca, Cumbrie                                     | 4,62                       |                            | éolien terrestre |                                  |                                                                                         |
| Out Newton, East Riding of Yorkshire               | 9,1                        |                            | éolien terrestre |                                  |                                                                                         |
| Ovenden Moor, ouest Yorkshire                      | 9,2                        |                            | éolien terrestre |                                  |                                                                                         |
| Rheidol Ceredigion                                 | 2,4                        |                            | éolien terrestre |                                  |                                                                                         |
| Rhyd-y-Groes, Anglesey                             | 7,2                        |                            | éolien terrestre |                                  |                                                                                         |
| Royd Moor, sud Yorkshire                           | 6,5                        |                            | éolien terrestre |                                  |                                                                                         |
| St. Breock, Cornouailles                           | 4,95                       |                            | éolien terrestre |                                  |                                                                                         |
| Siddick and Oldside, Cumbrie                       | 9,6                        |                            | éolien terrestre |                                  |                                                                                         |
| Bradford, ouest Yorkshire                          | 4,5                        | 28                         | cogénération     | 35 000                           |                                                                                         |
| Castleford, ouest Yorkshire                        | 56                         | -                          | cogénération     | 78 000                           |                                                                                         |
| Citigen, Londres                                   | 31                         | 25                         | cogénération     | 18 000                           |                                                                                         |
| Corby                                              |                            |                            | cogénération     | 637 000                          |                                                                                         |
| Humber, Lincolnshire                               | 25                         | 90                         | cogénération     |                                  |                                                                                         |
| Kemsley 1, Kent                                    | 80                         | 200                        | cogénération     | 392 000                          |                                                                                         |
| Leeds, ouest Yorkshire                             | 4,5                        | 16                         | cogénération     | 20 000                           |                                                                                         |
| Nottingham, Nottinghamshire                        | 4,9                        | 16                         | cogénération     |                                  |                                                                                         |
| Port de Liverpool, Merseyside                      | 30                         | 55                         | cogénération     | 91 000                           |                                                                                         |
| Sandbach, Cheshire                                 | 56                         | -                          | cogénération     | 144 000                          |                                                                                         |
| Stoke, Staffordshire                               | 56                         | 40                         | cogénération     | 167 000                          |                                                                                         |
| Thornhill, ouest Yorkshire                         | 50                         | -                          | cogénération     | 56 000                           |                                                                                         |
| Winnington, Cheshire                               | 130                        | 400                        | cogénération     | 755 000                          |                                                                                         |
| Workington, Cumbrie                                | 4                          | 82                         | cogénération     | 209 000                          |                                                                                         |
| Parc éolien de Scroby Sands                        | 60                         |                            | éolien en mer    |                                  |                                                                                         |
| Parc éolien de Blyth                               | 4                          |                            | éolien en mer    |                                  |                                                                                         |
| Steven’s Croft                                     | 44                         |                            | biomasse         | 1 154                            |                                                                                         |